# Veprecula hedleyi
Veprecula hedleyi é uma espécie de gastrópode do gênero Veprecula, pertencente a família Raphitomidae.